# Texas Twister
Texas Twister is een stalen draaiende achtbaan in familiepretpark Julianatoren in Apeldoorn. De achtbaan werd gebouwd door de Italiaanse SBF Visa Group en is van het model MX608.

## Geschiedenis
De achtbaan werd in november 2014 gekocht op een beurs in Florida. Het was pas zeven jaar later, op 15 april 2022, dat de achtbaan in gebruik werd genomen. De ceremoniële opening vond plaats op 24 april van dat jaar. De verlate opening kwam doordat er discussie was over het bestemmingsplan waarin bezwaar werd gemaakt door de Stichting Werkgroep Milieuzorg Apeldoorn die stelde dat er geen natuur verloren mag gaan en vanwege verdere vertraging door de coronapandemie. De achtbaan is aangekleed met elementen die refereren naar het wilde westen.

## Technische informatie
Spinning Coaster maakt gebruik van een wieloptakeling in combinatie met één achtbaantrein. De passagiers zitten twee aan twee met de rug tegen elkaar aan in de wagentjes die bestaat uit 4 wagens waardoor er maximaal 16 personen plaats kunnen nemen. De baan is 58 meter lang. Het traject is een figuur 8 met een hoogteverschil van 5,3 meter. De trein gaat 3 rondjes over het traject waarna het doorschiet bij het station en vervolgens door de banden van de wieloptakeling geremd wordt en terug naar het station gaat om tot stilstand te komen.
Afbeeldingen